# Психоспазм
Психоспазм — это состояние, близкое к панической атаке, сопровождающееся растерянностью, дезориентацией, учащенным сердцебиением или его отсутствием на несколько секунд. Человек может не узнать место, в котором находится(испытать жамевю).
Может быть вызван испугом, нарушением психологического здоровья, триггером от психотравмы.
Наблюдается у людей любого возраста, чаще у людей с не устойчивой психикой или наличием ПТСР(посттравматического стрессового расстройства) и у участников военных действий.
Этот термин впервые был использован в работах Карла Юнга, в настоящее время практически не используется.